# Austrolimnophila argus
Austrolimnophila argus là một loài ruồi trong họ Limoniidae. Chúng phân bố ở miền Australasia.